# Scarborough (Toronto)

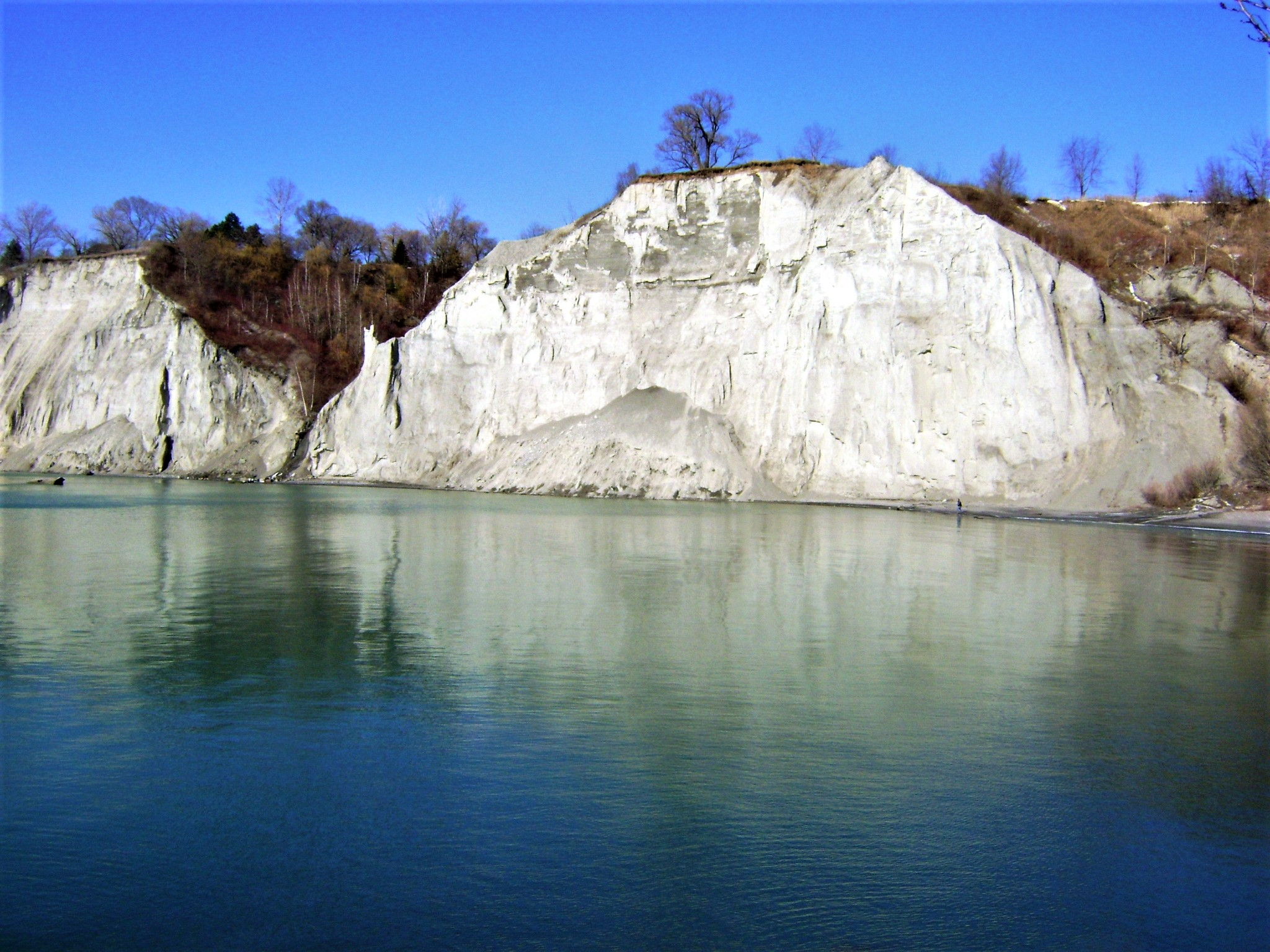
Scarborough Bluffs

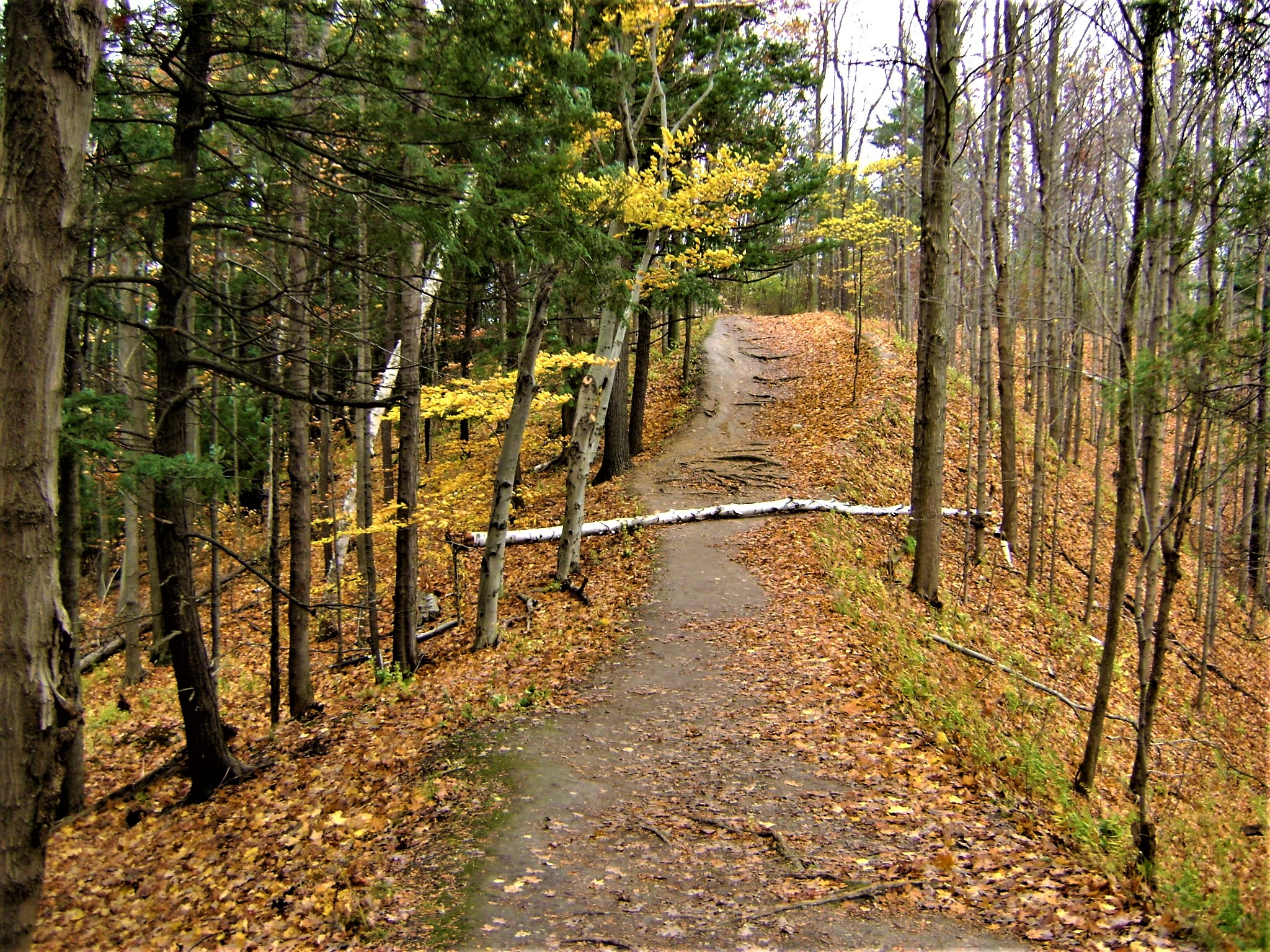
Rouge-Nationalpark

Scarborough [ˈskɑɹˌbəɹoʊ̯] ist der östlichste Bezirk Torontos und eine ehemalige Stadt. Das Gebiet von Scarborough umfasst eine Fläche von 187,70 Quadratkilometern. In der Volkszählung im Jahr 2001 wurden 593.297 Einwohner ermittelt. Einer Statistik zufolge wuchs die Bevölkerung von Scarborough zwischen 1996 und 2001 jährlich um 6 %, was dem höchsten Zuwachs innerhalb Torontos entspricht. Benannt wurde der Bezirk 1796 von Elizabeth Simcoe nach den Scarborough Bluffs, einer Felslandschaft am Ufer des Ontariosee, die Simcoe an ihre Heimat Scarborough in England erinnerte. Die Stadt wurde am 1. Januar 1850 gegründet und im Juni 1983 nach Toronto eingemeindet.
Scarborough wird westlich von der Victoria Park Avenue, östlich vom Rouge River, Little Rouge Creek östlich, der Steeles Avenue East im Norden und dem Ontariosee im Süden begrenzt.
In Scarborough befindet sich der Toronto Zoo. Ebenfalls liegt ein großer Teil des Rouge-Nationalparks im Stadtbezirk.

## Geschichte
Im 17. Jahrhundert siedelte sich die Bevölkerungsgruppe der Seneca, ein zum Bund der Irokesen gehörender indianischer Stamm, in der Gegend an. Dieser wurde von den Mississauga vertrieben, die sich aus Europa, vorwiegend aus dem Vereinigten Königreich, dort angesiedelt haben. 1793 steigerte sich die Siedlerzahl kontinuierlich vor allem aus Europa. Die ersten Siedler waren David und Andrew Thomson. Sie arbeiteten in den ersten Parlamenten von York in Kanada. 1832 eröffnete die erste Postfiliale in Scarborough Village. Während der ersten Jahre in Kanada nahmen die ersten örtlichen Verwaltungen ihren Betrieb auf. Die Verwaltungs- und Justizbehörden unterstanden kolonisatorischer Regierung.

## Bevölkerung
Im Jahr 2006 betrug die Bevölkerungszahl 602.575. Eine Studie, die auf die Daten von 1996 bis 2001 zurückgreift, ergab, dass die Bevölkerungszahl um ganze 6 % anstieg und somit zum stärksten Wachstum in der Umgebung von Toronto führte. Ein signifikanter Anteil der Bevölkerung der Stadt sind Immigranten, die sich neu in Kanada angesiedelt haben, aber auch Immigranten, die sich vor vier Jahrzehnten dort niederließen.

## Bildung
Für die öffentlichen Schulen ist seit 1998 die städtische Schulbehörde von Toronto zuständig. Die Stadt verfügt über 10 Grundschulen (Elementary Schools) und um die 30 weiterführende Schulen und High Schools von den Klassen 5–12.
Die folgenden Hochschulen haben einen Campus in der Stadt:
- University of Toronto Scarborough (UTSC; Nebencampus der UofT mit 10.270 Studenten)
- Oxford College of Arts, Business and Technology
- Centennial College of Applied Arts and Technology

## Wirtschaft
Scarborough ist ein Vorort von Toronto, was sich auch auf die Wirtschaft in der Stadt auswirkt. Der Bezirk profitiert von der wirtschaftlichen Stärke Torontos. Scarboroughs Wirtschaft ist mehr von der Produktionswirtschaft als von der wissenschaftlichen Wirtschaft geprägt. Zu den bekannteren Unternehmen, die ihren Hauptsitz hier haben, zählen u. a. Toyota Canada Inc., Eli Lilly Canada Inc., Thomson Carswell, Teva Canada, Cinram, Honda Canada, Royal Douton, SKF, Alfa Laval, President’s Choice Financial, Aviva, Yellow Pages Group und Telus.

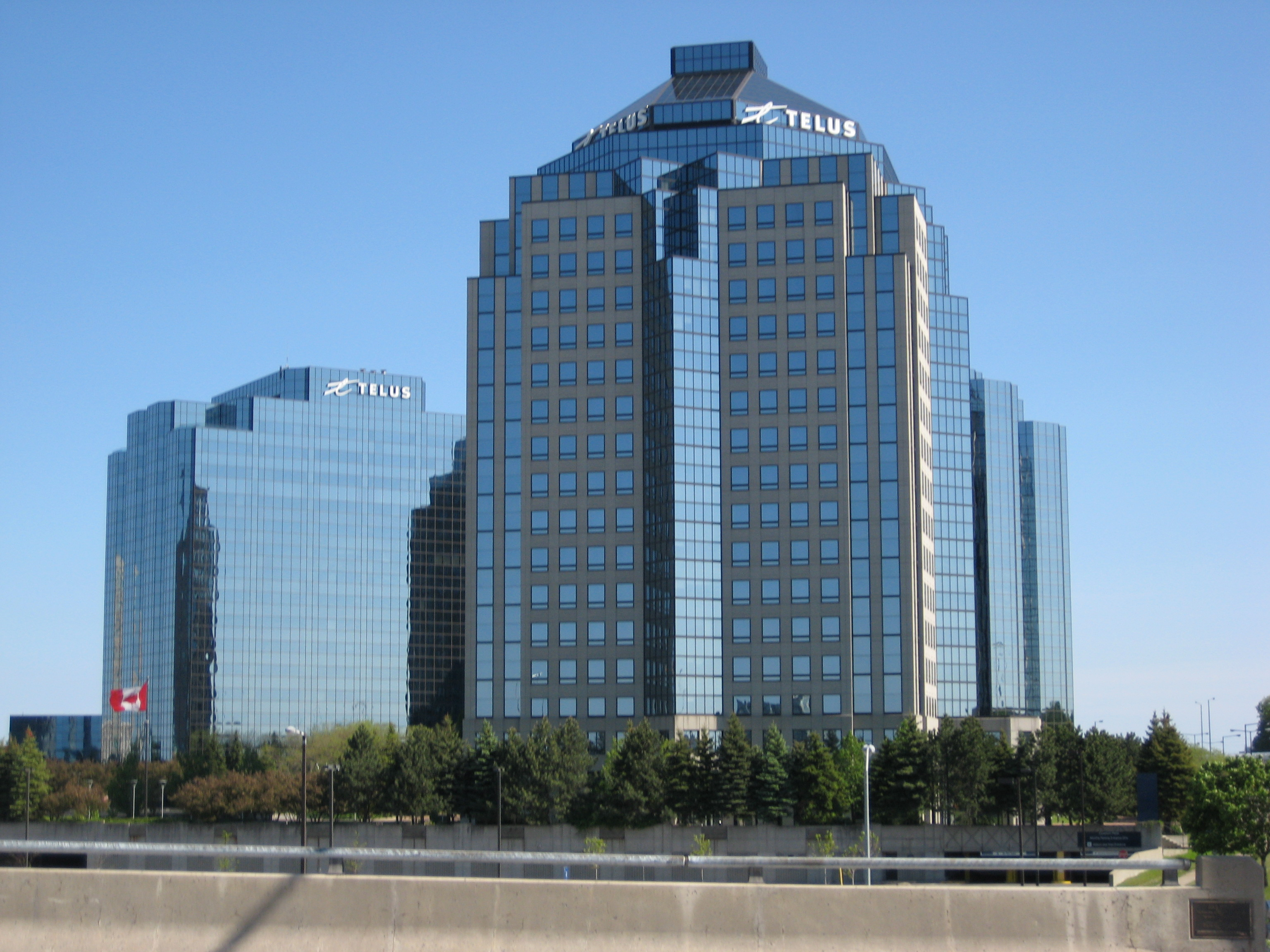
Sitz des Unternehmens Telus, 2009

## Persönlichkeiten
- Joseph Albert Sullivan (1901–1988), Eishockeytorwart und Politiker
- Gary Reineke (1940–2024), Schauspieler
- Bill Blair (* 1955), Politiker
- Mike Marson (* 1955), Eishockeyspieler
- Tim Young (* 1955), Eishockeyspieler
- Ludwig Heimrath junior (* 1956), Autorennfahrer
- Michael MacMillan (* 1957), Filmproduzent
- Chris Kotsopoulos (* 1958), Eishockeyspieler
- Michael Wincott (* 1958), Schauspieler
- Steve Konroyd (* 1961), Eishockeyspieler
- Larry Murphy (* 1961), Eishockeyspieler
- Robert Walker (1961–2015), Animator und Filmregisseur
- Mike Myers (* 1963), Schauspieler
- Mark O’Connell (* 1964), römisch-katholischer Geistlicher, Weihbischof in Boston
- Rick Tocchet (* 1964), Eishockeyspieler
- Derrick Smith (* 1965), Eishockeyspieler
- Mike Richard (* 1966), Eishockeyspieler und -trainer
- Ron Tugnutt (* 1967), Eishockeytorhüter
- Paul Tracy (* 1968), Autorennfahrer
- David Chariandy (* 1969), Schriftsteller
- Iain Fraser (* 1969), Eishockeyspieler
- Bryan Marchment (1969–2022), Eishockeyspieler und -scout
- Vicky Sunohara (* 1970), Eishockeyspielerin und -trainerin
- Mike Ricci (* 1971), Eishockeyspieler und -trainer
- Steve Guolla (* 1973), Eishockeyspieler
- Joël Lautier (* 1973), Schachmeister
- Veronica Brenner (* 1974), Freestyle-Skierin
- Mike Johnson (* 1974), Eishockeyspieler
- Jeff Cowan (* 1976), Eishockeyspieler
- Kardinal Offishall (* 1976), Rapper
- Wayne Primeau (* 1976), Eishockeyspieler
- Jason Bent (* 1977), Fußballspieler
- Dwayne De Rosario (* 1978), Fußballspieler
- Brad Tapper (* 1978), Eishockeyspieler
- Adrian Serioux (* 1979), Fußballspieler
- Jagmeet Singh (* 1979), Politiker
- Shelley-Ann Brown (* 1980), Bobsportlerin
- Chris Durno (* 1980), Eishockeyspieler
- Brad Parker (* 1980), Fußballspieler
- Nathan Robinson (* 1981), Eishockeyspieler
- Dustin Wood (* 1981), Eishockeyspieler
- Priscilla Lopes-Schliep (* 1982), Hürdenläuferin
- Luka Rocco Magnotta (* 1982), Pornodarsteller, der als Täter in einem Mordfall bekannt wurde
- Marco Rosa (* 1982), Eishockeyspieler
- Katie Tsuyuki (* 1982), Snowboarderin
- George Kottaras (* 1983), Baseballspieler
- Jamie Adjetey-Nelson (* 1984), Zehnkämpfer
- Ellen Wong (* 1985), Schauspielerin
- Joycelyn Ko (* 1986), Badmintonspielerin
- Jayde Nicole (* 1986), Model, Playmate und Schauspielerin
- Vanessa James (* 1987), französische Eiskunstläuferin
- Chris Stewart (* 1987), Eishockeyspieler
- Daniel Sullivan (* 1987), Eishockeyspieler
- Deven Mack (* 1988), Synchronsprecher
- Chris McNally (* 1988), Schauspieler
- Wayne Simmonds (* 1988), Eishockeyspieler
- Charlotte Arnold (* 1989), Schauspielerin und Synchronsprecherin
- Gillian Carleton (* 1989), Radrennfahrerin
- Kayla De Souza (* 1990), Fußballspielerin
- Jasmine Richards (* 1990), Schauspielerin
- Natalie Spooner (* 1990), Eishockeyspielerin
- The Weeknd (* 1990), Musiker
- Briana De Souza (* 1991), Fußballspielerin
- Mariam El-Masri (* 1991), Fußballspielerin
- Crystal Emmanuel (* 1991), Sprinterin
- Jennifer Cross (* 1992), Volleyballspielerin
- Devante Smith-Pelly (* 1992), Eishockeyspieler
- Tyler Toffoli (* 1992), Eishockeyspieler
- Grant O’Gorman (* 1993), Beachvolleyballspieler
- Nyl Yakura (* 1993), Badmintonspieler
- Andre De Grasse (* 1994), Sprinter
- Michael Bunting (* 1995), Eishockeyspieler
- Kamal Miller (* 1997), kanadisch-jamaikanischer Fußballspieler
- Javier Acevedo (* 1998), Schwimmer
- Sarah Stratigakis (* 1999), Fußballspielerin